# Guy Gnabouyou
Guy Gnabouyou (ur. 1 grudnia 1989 w Tuluzie) – francuski piłkarz pochodzenia iworyjskiego występujący na pozycji napastnika. Zawodnik klubu PAE Iraklis 1908.
Brat piłkarki ręcznej Marie-Paule Gnabouyou.

## Kariera klubowa
Gnabouyou jako junior grał w zespołach SO Caillols oraz Olympique Marsylia. W 2007 roku został włączony do pierwszej drużyny Olympique. W Ligue 1 zadebiutował 10 maja 2008 w zremisowanym 0:0 meczu z Le Mans FC. W sezonie 2008/2009 wraz z zespołem wywalczył wicemistrzostwo Francji, a w 2010 roku zdobył z nim Superpuchar Francji. W tym samym roku odszedł z klubu i w sezonie 2010/2011 reprezentował barwy zespołów US Orléans oraz Paris FC, grających w Championnat National.
W 2011 roku został zawodnikiem fińskiego Interu Turku. W Veikkausliidze zadebiutował 9 września 2011 w przegranym 1:2 meczu z KuPS. Wraz z Interem dwukrotnie wywalczył wicemistrzostwo Finlandii (2011, 2012). Zawodnikiem tego klubu był do końca 2013 roku. Następnie występował w greckim zespole AEL Kallonis, grającym w pierwszej lidze. Po sezonie 2013/2014 odszedł stamtąd do maltańskiej Sliemy Wanderers, w której grał z kolei w sezonie 2014/2015.
W 2015 roku Gnabouyou wrócił do Interu Turku, z którym w tym samym roku triumfował w rozgrywkach Pucharu Finlandii. W listopadzie 2017 przeszedł do zespołu Torquay United, występującego w angielskiej lidze National League South. Miesiąc później odszedł z tego klubu.
W kwietniu 2018 podpisał kontrakt z islandzkim ÍBV i spędził tam sezon 2018. W styczniu 2019 przeszedł do greckiego drugoligowego klubu PAE Iraklis 1908.

## Kariera reprezentacyjna
W 2009 roku Gnabouyou wystąpił w jednym meczu reprezentacji Francji U-21.